# Diocesi di Massita
La diocesi di Massita (in latino: Dioecesis Maxitensis) è una sede soppressa e sede titolare della Chiesa cattolica.

## Storia
Massita, posta forse nella regione di Al-Asnam nell'odierna Algeria, è un'antica sede episcopale della provincia romana della Mauritania Cesariense.
Unico vescovo conosciuto di questa diocesi africana è Felice, il cui nome appare al 114º posto nella lista dei vescovi della Mauritania Cesariense convocati a Cartagine dal re vandalo Unerico nel 484; Felice era già deceduto in occasione della redazione di questa lista.
Dal 1933 Massita è annoverata tra le sedi vescovili titolari della Chiesa cattolica; dall'8 novembre 2017 il vescovo titolare è Andrzej Kaleta, vescovo ausiliare di Kielce.

## Cronotassi

### Vescovi residenti
- Felice † (menzionato nel 484)

### Vescovi titolari
- Romeo Roy Blanchette † (8 febbraio 1965 - 19 luglio 1966 nominato vescovo di Joliet)
- John Gerard McClean † (10 dicembre 1966 - 13 giugno 1967 succeduto vescovo di Middlesbrough)
- Camille-André Le Blanc † (8 gennaio 1969 - 23 novembre 1970 dimesso)
- Joseph Lawson Howze † (8 novembre 1972 - 8 marzo 1977 nominato vescovo di Biloxi)
- Jesús María de Jesús Moya (13 aprile 1977 - 20 aprile 1984 nominato vescovo di San Francisco de Macorís)
- Michael Patrick Driscoll † (19 dicembre 1989 - 18 gennaio 1999 nominato vescovo di Boise City)
- Marián Chovanec (22 luglio 1999 - 20 novembre 2012 nominato vescovo di Banská Bystrica)
- Michel Aupetit (2 febbraio 2013 - 4 aprile 2014 nominato vescovo di Nanterre)
- Pierantonio Tremolada (24 maggio 2014 - 12 luglio 2017 nominato vescovo di Brescia)
- Andrzej Kaleta, dall'8 novembre 2017